# دانشگاه آبریستویث
دانشگاه آبریستویث (ویلزی: Prifysgol Aberystwyth) یک دانشگاه تحقیقاتی دولتی در آبریستویث، ویلز است. آبریستویث یکی از مؤسسات عضو پایه‌گذاران دانشگاه فدرال سابق ویلز بود. این دانشگاه بیش از ۸۰۰۰ دانشجو دارد که در سه دانشکده دانشگاهی و ۱۷ گروه تحصیل می‌کنند.
این دانشگاه که در سال ۱۸۷۲ با نام «دانشگاه کالج ویلز، آبریستویث» تأسیس شد، در سال ۱۸۹۴ به یکی از اعضای مؤسس دانشگاه ویلز تبدیل شد و نام خود را به کالج دانشگاهی ولز، آبریستویث تغییر داد. در اواسط دههٔ ۱۹۹۰، این دانشگاه دوباره نام خود را تغییر داد و به دانشگاه ویلز، آبریستویث تبدیل شد. در ۱ سپتامبر ۲۰۰۷، دانشگاه ویلز دیگر یک دانشگاه فدرال نبود و دوباره به دانشگاه آبریستویث مستقل تبدیل شد.
در سال ۲۰۱۹، آبریستویث نخستین دانشگاهی بود که برای دو سال متوالی توسط «The Times/Sunday Times Good University Guide» ساندی تایمز «دانشگاه سال برای کیفیت تدریس» نام گرفت.
این اولین دانشگاه در جهان است که به آن لقب: «دانشگاه آزاد از پلاستیک» (برای اقلام پلاستیکی یکبار مصرف)٬ اعطا می‌شود.